# Fontiveros
Fontiveros è un comune spagnolo di 931 abitanti situato nella comunità autonoma di Castiglia e León.